# Fixació interna
La fixació interna és una operació en traumatologia que implica la col·locació quirúrgica d'implants amb la finalitat de reparar un os, un concepte que data de mitjan segle xix i que es va aplicar per al tractament rutinari a mitjan segle xx. Un fixador intern pot ser d'acer inoxidable, aliatge de titani, o aliatge de cobalt-crom.
Els tipus de fixadors interns inclouen:
- Plaques i cargols
- Agulles de Kirschner
- Claus intramedul·lars